# Friedrich Dukmeyer
Friedrich Dukmeyer (* 15. Januar 1864 in Ramkau (Livland); † 2. April 1930) war ein russisch-deutscher Schriftsteller und Bibliothekar.

## Leben
Dukmeyer studierte orientalische Philologie, Rechtswissenschaften und Geschichte in Sankt Petersburg und München. Er wurde Mitglied und später Alter Herr des Philologisch-Historischen Vereins München im Naumburger Kartellverband. Von 1894 bis 1900 war er als Gymnasiallehrer in Taschkent tätig, anschließend war er freiberuflicher Schriftsteller in Sankt Petersburg. Ab 1902 arbeitete er in der Staatsbibliothek in Berlin, 1907 wechselte er an die Bibliothek des Auswärtigen Amts, 1909 an die Berliner Universitätsbibliothek und 1911 schließlich wieder an die Staatsbibliothek. 1908 wurde er in München promoviert. 

## Veröffentlichungen
- Pietro Aretino: Drama in fünf Akten / von Friedrich Dukmeyer. Schettler in Komm., Cöthen 1889.
- Spurius Carvilius Ruga: Drama in fünf Akten. Schettler in Komm., Cöthen 1889.
- Joseph und Arvid: Gedichte. Selbstverlag des Verfassers 1889.
- Auf Anlaß des offenen Sendschreibens an den Oberprokureur des Synods Konstantin Pobedonoszeff von Hermann Dalton und des Offenen Briefes an Pastor Dalton von A. D. R. Golicke, St. Petersburg 1889.
- Füchse mit brennenden Schwänzen. Berlin 1891.
- Tolstoi: Prophet oder Popanz? Rentzel, Berlin 1891.
- Russisches Leben: Novellen und Skizzen. Berlin 1892.
- Der Arbeiterkaiser: Trauerspiel in fünf Akten. Rentzel, Berlin 1892.
- Kritik der reinen und praktischen Unvernunft in der gemeinen Verjudung. Rentzel, Berlin 1892 (Digitalisat).
- Tod dem Verräter! Drama in 5 Akten. Rentzel, Berlin 1892.
- Gastgechenke für Freund und Feind. Rentzel, Berlin 1893.
- Zur Freiheit aus Deutschland und Russland. Rentzel, Berlin 1893.
- Die siebente Großmacht oder Der Schatten: Lustspiel in fünf Akten. Wiest, Leipzig 1896 (Digitalisat).
- Einer für alle: eine Tragödie in fünf Akten. Staegmeyr, München 1901.
- Des Sittenmeisters Ärgernisse: eine Komödie in drei Akten. Staegmeyr, München 1901.
- Der Zorn Jehovas: Tragödie in einem Akt. München 1902.
- Die Deutschen in Tolstois Schilderung. Staegmeyr in Komm., München 1902 (Digitalisat).
- Korbs "Diarium itineris in Moscoviam" und Quellen, die es ergänzen: Beiträge zur moskowitisch-russischen, österreichisch-kaiserlichen und brandenburgisch-preussischen Geschichte aus der Zeit Peters des Grossen, 2 Bde. Ebering, Berlin 1909–1910 (Historische Studien; 70 und 80) (Teilw.: München, Univ., Diss., 1908).
- Die Deutschen in Rußland. Puttkammer & Mühlbrecht, Berlin 1916 (Zeitspiegel; 10).
- Die Einführung Lermontows in Deutschland und des Dichters Persönlichkeit (die Russenfreunde Varnhagen von Ense und Bodenstedt). Ebering, Berlin 1925 (Historische Studien; 164).